# 창원남고등학교
창원남고등학교(昌原南高等學校)는 대한민국 경상남도 창원시 성산구 외동에 있는 사립 고등학교이다. 

## 학교 연혁
- 1974년 12월 27일 : 학교법인 남제학원 마산남고등학교 설립인가 (15학급)
- 1975년 3월 5일 : 마산남고등학교 개교 및 입학식
- 1975년 3월 5일 : 초대 김해룡 이사장 취임
- 1975년 3월 5일 : 초대 홍이조 교장 취임
- 1982년 8월 1일 : 창원남고등학교로 교명 변경
- 2021년 2월 3일 : 제44회 졸업식(졸업생 218명, 누적 18,142명)
- 2021년 3월 2일 : 박재철 교장 취임

## 참고 자료
- 창원남고등학교 - 한국교육학술정보원 학교알리미